# Doab (landtong)
Een doab (Perzisch: do = twee; ab = water) is in Pakistan en India een landtong tussen twee uiteindelijk bij elkaar komende rivieren.

## Punjab

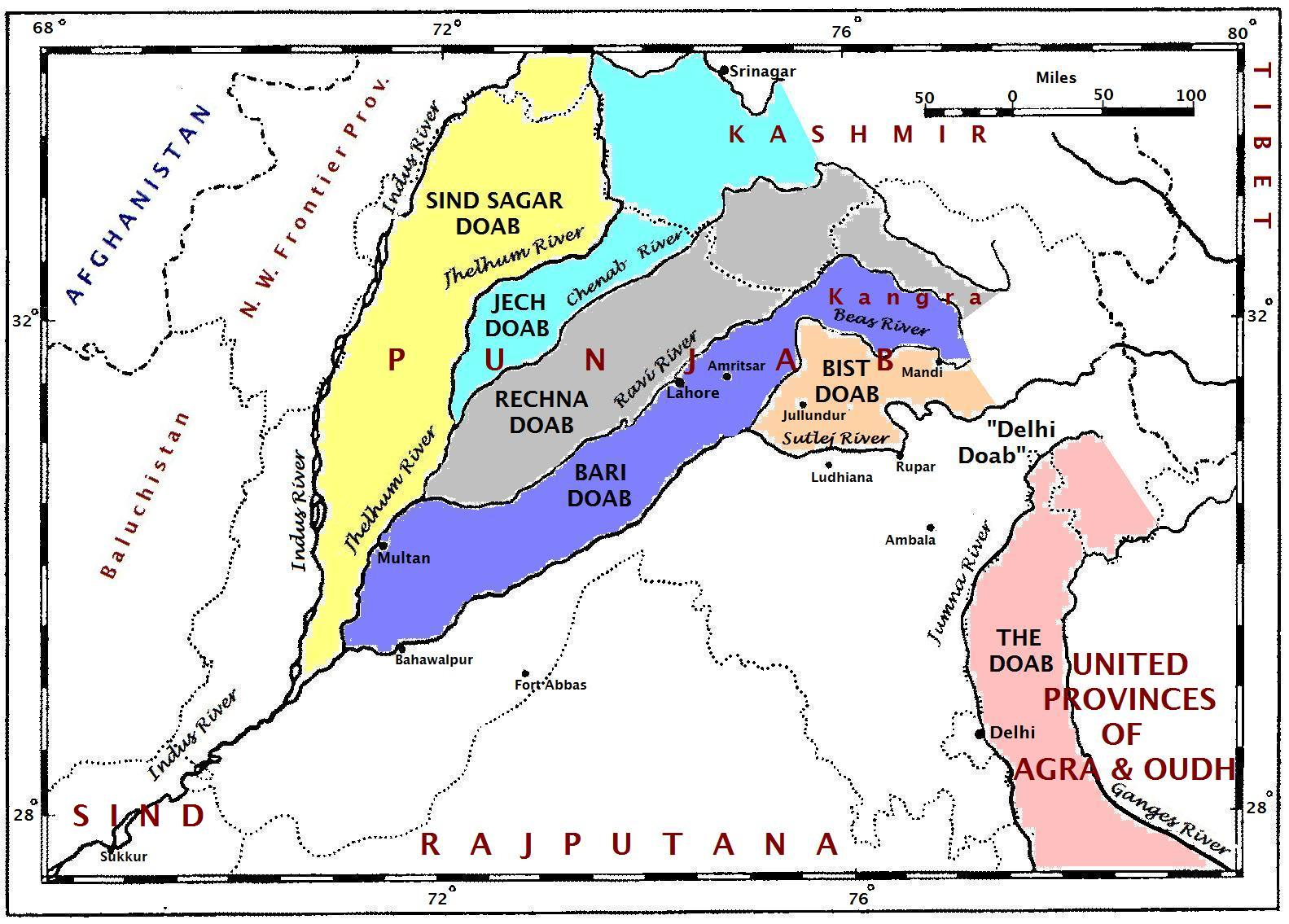
Kaart van de diverse doabs in de Punjab

Alle doabs tussen de zijrivieren van de Indus in de Punjab hebben namen die volgens de overlevering zijn verzonnen door Raja Todar Mal, minister van de Mogolkeizer Akbar de Grote. De namen zijn op een uitzondering na een combinatie van de eerste letters in het Perzisch alfabet van de namen van de rivieren aan weerszijden van de doab. Jech komt bijvoorbeeld van Je (Jhelum) en Ch (Chenab). Van west naar oost zijn de doabs van de Punjab:
- Sind Sagar Doab - Tussen de Indus en de Jhelum;
- Jech Doab (ook wel Chaj) - tussen de Jhelum en de Chenab;
- Rechna Doab - tussen de Chenab en de Ravi;
- Bari Doab (of Majha) - tussen de Ravi en de Beas;
- Bist Doab (of Jullundur Doab) - tussen de Beas en de Sutlej.

Het land tussen de Sutlej en de Yamuna wordt soms Delhi Doab genoemd, hoewel dit eigenlijk geen doab is, omdat de twee rivieren niet bij elkaar komen.

## Uttar Pradesh
In Uttar Pradesh wordt het land tussen de Ganges en de Yamuna de doab genoemd. Dit is een langgerekt gebied (ongeveer 100 bij 800 km) dat van de Shiwaliks tot de samenkomst van de twee rivieren bij Allahabad loopt. De doab vormt de grootste graanleverancier van de staat en heeft een oppervlakte van 60.500 km².
De doab kan gezien worden als de bakermat van de Indische cultuur. Veel van de verhalen uit de veda's (waaronder de Mahabharata) spelen zich in dit gebied af. Toen de Indo-Ariërs het gebied binnentrokken vanuit de Punjab vestigden ze zich in de doab langs de Ganga tot aan Prayag waar de twee rivieren samenkomen.

## Zuid-India
De Raichur Doab is de driehoekige regio in Andhra Pradesh en Karnataka tussen de rivieren Krishna en Tungabhadra. Deze doab is naar de plaats Raichur genoemd.